# Alain de Raemy
Alain de Raemy (ur. 10 kwietnia 1959 w Barcelonie) – szwajcarski duchowny katolicki, biskup pomocniczy Lozanny, Genewy i Fryburga od 2014.

## Życiorys

### Prezbiterat
Święcenia kapłańskie otrzymał 25 października 1986 i został inkardynowany do diecezji Lozanny, Genewy i Fryburga. Pracował głównie we fryburskich parafiach. 1 września 2006 został wezwany do Watykanu w charakterze kapelana Gwardii Szwajcarskiej.

### Episkopat
30 listopada 2013 papież Franciszek mianował go biskupem pomocniczym diecezji Lozanny, Genewy i Fryburga, ze stolicą tytularną Turris in Mauretania. Sakry biskupiej udzielił mu 11 stycznia 2014 biskup Charles Morerod.
10 października 2022, po rezygnacji ks. bpa Valeria Lazzeriego, objął urząd administratora apostolskiego diecezji Lugano.